# Acá estamos... (demostrando que no pudieron)
Acá Estamos... (Demostrando Que No Pudieron) es el primer disco de la banda argentina de rock Algo Raro Pasa; grabado entre los meses de enero y abril de 2007, lanzado de manera independiente por la banda en el mes de agosto del mismo año y relanzado a través de Barca Discos en agosto de 2008.

## Lista de canciones
1. "Acá Estamos" (3:18) - (Ferrari/Iglesias)
2. "Atado A Tu Nube" (4:57) - (Ferrari/Iglesias)
3. "Tic Tac" (3:34) - (Ferrari/Iglesias)
4. "Buscando El Veneno" (4:33) - (Ferrari/Iglesias)
5. "Cuando Yo Te Ví" (4:02) - (Ferrari/Iglesias)
6. "Tire y Afloje" (2:59) - (Ferrari/Iglesias)
7. "Solo Segundos" (3:44) - (Ferrari/Iglesias)
8. "Reconozco" (3:55) - (Ferrari/Iglesias)
9. "No Quiero Verte Llover" (4:08) - (Ferrari/Iglesias)
10. "Anochecer" (3:02) - (Ferrari/Iglesias)
11. "Tipito, El Troyano" (4:30) - (Ferrari/Iglesias)
12. "Risas Que Funden Acero" (4:19) - (Ferrari/Iglesias)

- Tiempo Total: 47:01

## Músicos

### Algo Raro Pasa
- Mariano Eduardo Ferrari: Voces, armónica, flautas y melódica;
- Leandro Andrés Iglesias: guitarra acústica, guitarra eléctrica, charango, coros;
- Diego Bartolazzi: bajo;
- Ramiro Pinolli: batería, percusión;
- Eduardo Rábago: guitarra acústica, guitarra eléctrica;
- Gustavo Zárate: percusión.

### Músicos invitados
- Pablo Sbaraglia: teclados, guitarra, pandereta;
- Pablo Maturana: percusión;
- Erwin Stutz: trompeta;
- Alejo Von Der Pahlen: saxo tenor;
- Juan Escalona: trombón.